# Waldemar Ossowski (Politiker)
Waldemar Ossowski (* 9. Januar 1880 in Bobrek, Provinz Schlesien; † 28. März 1959 in Gadderbaum) war ein deutscher Politiker und Journalist. Ossowski wurde 1922 für die SPD Mitglied des Schlesischen Provinziallandtages und 1922 sowie 1926 bis 1930 Mitglied des Preußischen Staatsrates. Er war von 1929 bis 1933 Polizeipräsident im Regierungsbezirk Oppeln.

## Leben
Ossowski besuchte zunächst die Volksschule und erlernte von 1894 bis 1897 den Beruf eines Klempners. Ab 1897 bis 1900 ging er als Klempnergeselle auf Wanderschaft, nachdem er bereits 1898 in die SPD eingetreten war und Mitglied im Deutschen Metallarbeiter-Verband wurde. Von 1900 bis 1902 besuchte er das Technikum und arbeitete nach erfolgreichem Abschluss mehrere Jahre als Techniker. 1903 wurde Ossowski Mitarbeiter der Volkswacht, einer sozialdemokratischen Tageszeitung in Breslau.
1906 übernahm er als selbstständiger Klempnermeister eine Werkstatt in Hindenburg in Oberschlesien, die er zu einem Mittelständischen Unternehmen ausbauen konnte. 1916 wurde er Besitzer einer Metallwarenfabrik in Hindenburg. Im Laufe der Zeit ernannte man ihn zum Magistratsmitglied, Stadtverordneten und Vorsteher der Stadtverordnetenversammlung sowie zum Gemeindeschöffen. Schon von April bis Dezember 1922 war er Mitglied des Preußischen Staatsrates, wurde aber bei den Wahlen zum Oberschlesischen Provinziallandtag Ende Dezember 1922 nicht wiedergewählt. Allerdings wurde Ossowski im Februar 1926 erneut zum Preußischen Staatsrat gewählt, ein Mandat, das er bis Januar 1930 ausübte. Seit 1922 war er außerdem Mitglied im Provinziallandtag, dem Provinzialrat und ab 1926 auch im Provinzialausschuss von Schlesien.
Ossowski wurde ständiger Mitarbeiter der Zeitschrift Volkswillen in Kattowitz und Beirat beim Oberpräsidenten in Oppeln. Im Juli 1929 erhielt er den Auftrag, die Verwaltung des Polizeipräsidiums in Oppeln zu übernehmen. Im November 1929 wurde Ossowski selbst zum Polizeipräsidenten von Oberschlesien ernannt. Im Juli 1932 erfolgte seine Versetzung in den einstweiligen Ruhestand und im September 1933 seine Entlassung als Polizeipräsident. Bereits Ende Januar 1933, nach der Machtübernahme der Nationalsozialisten, floh er in die Tschechoslowakei, zunächst nach Freiwaldau, später nach Kaplitz und Prag. Ossowski stand unter Polizeischutz, da es Entführungsversuche nach Deutschland gab.
Im Exil hatte er unter anderem Kontakte zu Otto Straßer und war ein entschiedener Gegner der SOPADE. Im April 1937 wanderte er nach Bolivien aus, wo er einen Handwerksbetrieb in Cochabamba übernahm. Er schloss sich der überparteilichen Vereinigung Das Andere Deutschland an und war Mitarbeiter der gleichnamigen Zeitschrift von August Siemsen. Ossowski wurde Mitglied der Vereinigung Freier Deutscher Cochabama und im August 1943 Mitbegründer der Dachorganisation Landesverband Alemania Democratica en Boliva. Dessen Anschluss an das Lateinamerikanische Komitee der Freien Deutschen von Paul Merker scheiterte allerdings am Einfluss der Vereinigung Das Andere Deutschland.
Waldemar Ossowski war verheiratet mit Elisabeth Czekalla. Er kehrte Ende der 1940er Jahre nach Deutschland zurück, wo er sich in Bad Salzuflen niederließ. Er starb am 28. März 1959, im Alter von 79 Jahren, in Gadderbaum, einem heutigen Stadtteil von Bielefeld.